# Léon Levrault
Pour les articles homonymes, voir Levrault.
Marie Joseph Grégoire Léon Levrault, né le 3 août 1865 à Champigny-sur-Marne et mort le 19 avril 1936 en son domicile dans le 6e arrondissement de Paris, est un écrivain français, spécialiste de littérature française. Il fut ancien élève de l'École Normale Supérieure, agrégé de lettres et professeur au lycée Condorcet d'Angers.

## Œuvres
- Auteurs grecs, latins, français, études critiques et analyses : auteurs français, (Paris : Librairie classique Paul Delaplane, [190-?])
- Drame et tragédie (évolution du genre) , (Paris, Delaplane, [1902])
- Études littéraires sur les grands auteurs français : (xviie, xviiie, xixe siècles) : études critiques et analyses, (Paris : Librairie classique Delaplane, [1919?])
- La comédie (évolution du genre) (Paris, P. Delaplane, [1908?])
- La critique littéraire : (évolution du genre) / (Paris : P. Delaplane, [1911])
- La poésie lyrique (évolution du genre) (Paris, P. Delaplane, [1902])
- La satire : évolution du genre, (Paris : P. Delaplane, [190-?])
- Le genre pastoral : son évolution, (Paris : P. Delaplane, 1914)
- Le journalisme. (Paris : Mellottée,
- L'épopée (évolution du genre), (Paris, Librairie P. Delaplane, [1900])
- L'épopée (évolution du genre)/ (Paris : Librairie P. Delaplane, [1900])
- Les genres littéraires (Évolution des genres) par Léon Levrault et M. Roustan.
- Lettres à Lucilius I-XVI. (Paris, Delagrave, 1897),
- L'histoire (évolution du genre), (Paris, P. Delaplane, [1904?])
- Maximes et portraits : (évolution du genre), (Paris : P. Delaplane, [1909])